# Ларкфілд-Вікіап (Каліфорнія)
Ларкфілд-Вікіап (англ. Larkfield-Wikiup) — переписна місцевість (CDP) в США, в окрузі Сонома штату Каліфорнія. Населення — 8492 особи (2020).

## Географія
Ларкфілд-Вікіап розташований за координатами 38°30′47″ пн. ш. 122°45′13″ зх. д. / 38.51306° пн. ш. 122.75361° зх. д. (38.512972, -122.753601).  За даними Бюро перепису населення США в 2010 році переписна місцевість мала площу 13,75 км², уся площа — суходіл.

## Демографія
Згідно з переписом 2010 року, у переписній місцевості мешкали 8884 особи в 3434 домогосподарствах у складі 2358 родин. Густота населення становила 646 осіб/км².  Було 3596 помешкань (262/км²).
Расовий склад населення:
| - 79,3 % — білих - 3,3 % — азіатів - 1,9 % — корінних американців - 0,9 % — чорних або афроамериканців - 0,2 % — вихідців з тихоокеанських островів - 9,9 % — осіб інших рас |

До двох чи більше рас належало 4,5 %. Частка іспаномовних становила 22,3 % від усіх жителів.
За віковим діапазоном населення розподілялося таким чином: 24,2 % — особи молодші 18 років, 61,5 % — особи у віці 18—64 років, 14,3 % — особи у віці 65 років та старші. Медіана віку мешканця становила 41,0 року. На 100 осіб жіночої статі у переписній місцевості припадало 97,2 чоловіків;  на 100 жінок у віці від 18 років та старших — 94,4 чоловіків також старших 18 років.
Середній дохід на одне домашнє господарство  становив 91 359 доларів США (медіана — 68 787), а середній дохід на одну сім'ю — 103 123 долари (медіана — 81 875). Медіана доходів становила 62 325 доларів для чоловіків та 49 205 доларів для жінок. За межею бідності перебувало 9,9 % осіб, у тому числі 14,0 % дітей у віці до 18 років та 9,3 % осіб у віці 65 років та старших.
Цивільне працевлаштоване населення становило 4343 особи. Основні галузі зайнятості: освіта, охорона здоров'я та соціальна допомога — 21,8 %, роздрібна торгівля — 13,8 %, мистецтво, розваги та відпочинок — 10,7 %, будівництво — 9,5 %.